# Tenacious D (album)
Tenacious D is het debuutalbum van de rockband Tenacious D, de groep van Jack Black en Kyle Gass. Het album werd opgenomen in The Boat in de plaats Silverlake bij Los Angeles.
Black en Gass kregen voor dit eerste album de hulp van drummer Dave Grohl, toetsenist Page McConnell, gitarist Warren Fitzgerald en basspeler Steve McDonald. De muziekproducenten Dust Brothers produceerden het album. De meeste liedjes op het album speelden Black en Gass al eerder in in hun eigen televisieserie Tenacious D.
Een van de belangrijkste liedjes van het album is Tribute. Dit nummer gaat over de ‘greatest song in the world’, een liedje dat volgens hen het beste lied was dat ze ooit hebben gemaakt, maar vergeten zijn. De oorspronkelijke versie van het liedje bevat gitaarspel van Stairway to Heaven, waarmee het liedje de suggestie wekt dat het beste liedje dat ze ooit hebben gemaakt eigenlijk Stairway to Heaven is. De versie van het liedje in hun film The Pick of Destiny (2006) bevat geen verwijzingen naar Stairway to Heaven maar naar Beelzeboss (The Final Showndown), een liedje van henzelf.
Hun liedje Wonderboy, dat in Groot-Brittannië op nr. 34 in de hitlijsten stond en in Australië op nummer 48, werd  goed ontvangen door recensenten en critici. Het is een parodie op het fantasygenre en powermetal. In de video van het liedje speelt Jack Black "Wonderboy", een superheld met geweldige krachten die samen met Young Nasty Man een alliantie vormt om een vuurspuwende Hydra te vernietigen.
Het liedje Dio is een eerbetoon aan de rockzanger Ronnie James Dio. In het nummer vragen ze hem te stoppen met het maken van rockmuziek, zodat hij zijn "schoenen kan vullen". Dio waardeerde het nummer en vroeg Tenacious D of ze in zijn muziekvideo "Push" wilden spelen.
In het nummer Kielbasa bezingt Jack Black zijn begeerte naar anale seks en zijn zorgen dat zijn vrouw misschien niet voldaan genoeg is. Het is eigenlijk een samensmelting van twee nummers die het duo al eerder speelde in de televisieserie over Tenacious D, Kielbasa Sausage en Tenacious D Time.
Friendship gaat over vriendschap, de zeldzaamheid ervan en wat daarbij komt kijken. Black en Gass zullen vrienden blijven tot het bittere eind, maar wel Long-as-there's-a-record (...-we'll-always-be-friends).
In mei 2004 kwam de derde single van het album, Fuck her Gently, uit. De bijbehorende video was getekend door John Kricfalusi en gaat over Jack en Kyle die een soort engeltjes spelen en de duivel vertellen dat het niet altijd nodig is om de dame met wie hij wil vrijen hard te behandelen.
Tussen de nummers staan er ook sketches op het album; Drive-Thru gaat over Jack en Kyle die bij een drive-inrestaurant eten bestellen, waarbij Jack op zijn figuur wil letten en daarop let terwijl zijn bestelling wordt opgenomen. Inward-singing gaat over nieuwe uitvinding van Jack, door tijdens het inademen te zingen kun je onbeperkt zingen. Kyle is niet erg onder de indruk van die vinding en er volgt dan ook een grote regen aan scheldwoorden van Jack.
Het album werd gemengd ontvangen. Entertainment Weekly omschreef het album als "hilarisch" en komisch. All Music Guide schreef dat het “rocks so damn hard”. In Groot-Brittannië werden er 400.000 albums verkocht, wat platina opleverde, ondanks de tegenvallende prestatie van de nummers in de hitlijsten.

## Tracklist
Een overzicht van alle nummers op het album. De tekst is van Tenacious D zelf, tenzij aangegeven.
1. Kielbasa – 3:00
2. One Note Song – 1:23
3. Tribute – 4:08
4. Wonderboy – 4:06
5. Hard Fucking – 0:35
6. Fuck Her Gently – 2:03
7. Explosivo – 1:55
8. Dio – 1:41
9. Inward Singing – 2:13
10. Kyle Quit The Band – 1:29
11. The Road – 2:18
12. Cock Pushups – 0:48
13. Lee – 1:02
14. Friendship Test" (tekst van Bob Odenkirk) – 1:30
15. Friendship – 1:59
16. Karate Schnitzel – 0:36
17. Karate – 1:05
18. Rock Your Socks – 3:32
19. Drive-Thru – 3:00
20. Double Team – 3:10
21. City Hall – 9:02
  - inclusief Malibu Nights